# Купечівська сільська рада
Купечівська сільська рада — колишня адміністративно-територіальна одиниця та орган місцевого самоврядування у Народицькому, Коростенському (Ушомирському) районах і Коростенській міській раді Коростенської і Волинської округ, Київської та Житомирської областей Української РСР з адміністративним центром у селі Купеч.

## Населені пункти
Сільській раді на час ліквідації були підпорядковані населені пункти:
- с. Барди
- с. Купеч
- с. Межирічка

## Населення
Кількість населення ради, станом на 1923 рік, становила 1 326 осіб, кількість дворів — 268.

## Історія та адміністративний устрій
Створена 1923 року в складі сіл Барди, Купеч та Чернявка Татарновицької волості Овруцького повіту Волинської губернії. 7 березня 1923 року увійшла до складу новоствореного Народицького району Житомирської (згодом — Волинська) округи. 21 серпня 1924 року, відповідно до постанови ВУЦВК «Про зміни в адміністративно-територіальному поділі Волині», сільську раду передано до складу Ушомирського (згодом — Коростенський) району Коростенської округи. Станом на 17 грудня 1926 року в підпорядкуванні значаться хутори Будища, Кримка, Межирічка, Надків, Пічки, Спаське, Три Копці.
1 червня 1935 року, відповідно до постанови Президії ВУЦВК Української СРР, сільську раду передано до складу Коростенської міської ради. 28 лютого 1940 року, відповідно до указу Верховної ради Української РСР «Про утворення Коростенського сільського району Житомирської області», сільську раду включено до складу відновленого Коростенського району. На 1 жовтня 1941 року с. Чернявка та хутори Будища, Кримка, Надків, Пічки, Спаське не перебувають на обліку населених пунктів.
Станом на 1 вересня 1946 року сільська рада входила до складу Коростенського району Житомирської області, на обліку в раді перебувало с. Купеч, с. Барди в довіднику пропущене, х. Три Копці не значиться на обліку населених пунктів.
28 серпня 1951 року с. Барди передане до складу Межиріцької сільської ради Коростенського району.
Ліквідована 11 серпня 1954 року, відповідно до указу Президії Верховної ради Української РСР «Про укрупнення сільських рад по Житомирській області», територію та населені пункти приєднано до складу Ходаківської сільської ради Коростенського району Житомирської області.
Відновлена 5 березня 1959 року, відповідно до рішення Житомирського облвиконкому № 161 «Про ліквідацію та зміну адміністративно-територіального поділу окремих сільських рад області», в складі Коростенського району з підпорядкуванням сіл Барди та Межирічка Васьковицької сільської ради.
9 жовтня 1961 року, відповідно до рішення Житомирського ОВК № 972 «Про зміни адміністративно-територіального поділу в Коростенському районі», адміністративний центр ради перенесено до с. Межирічка з перейменуванням її на Межиріцьку, с. Купеч передане до складу Ходаківської сільської ради Коростенського району.